# Chà bông

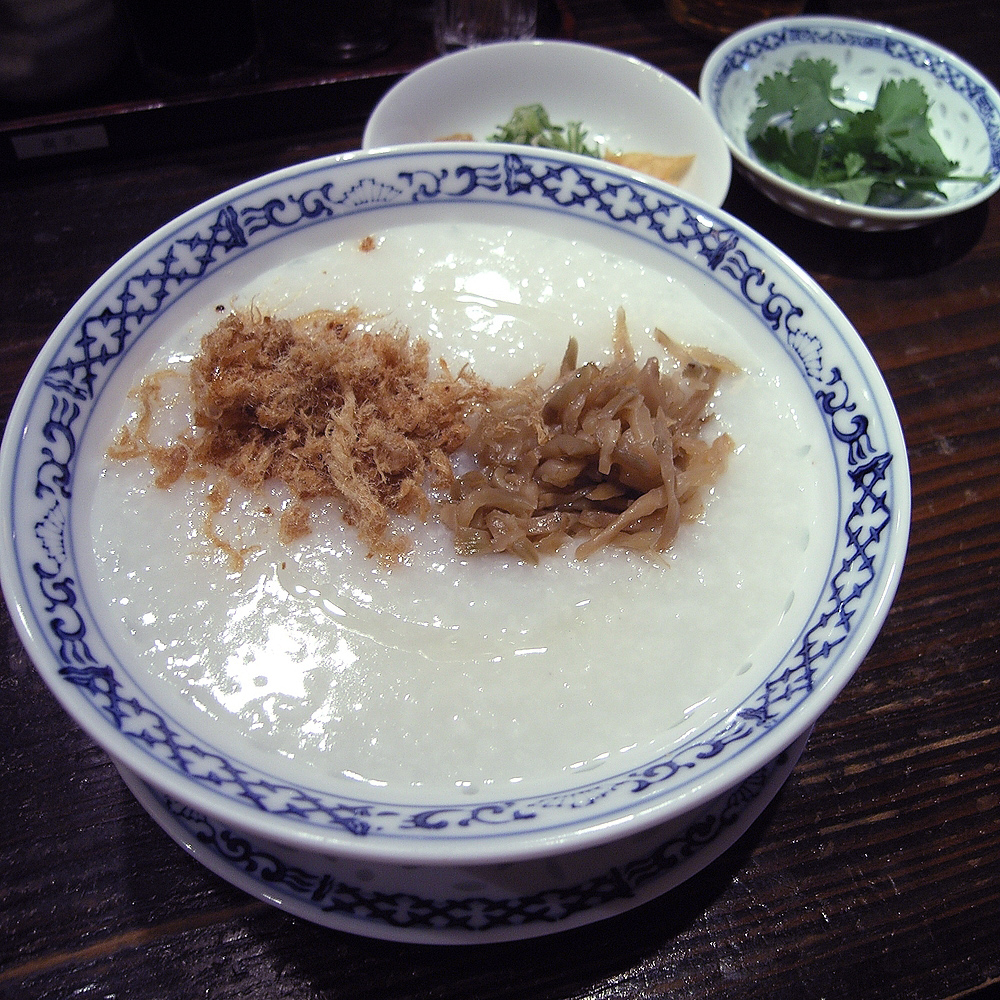
Cháo Tiều của Trung Quốc thường được ăn với ruốc

Chà bông (hay ruốc, thịt ruốc, giản thể: 肉松; phồn thể: 肉鬆; bính âm: ròusōng, Hán Việt: nhục tông) là một loại thức ăn khô được chế biến từ thịt lợn nạc, thịt gà bỏ xương và da, cá rút xương, bỏ da hoặc tôm to bóc vỏ, bỏ đầu và xuất xứ từ Trung Quốc. Do thịt đã được làm khô, không còn chứa nước, và dưới sự tác động của muối nên chà bông mang lại hương vị đậm đà.
Tùy theo loại nguyên liệu đem chế biến mà chà bông có các tên gọi tương ứng như chà bông thịt heo, chà bông thịt gà, chà bông cá, chà bông tôm. Ngoài ra, nó còn có thể bảo quản được khá lâu, bởi vi khuẩn không có khả năng phát triển trong môi trường có nồng độ mặn cao.